# Église Saint-Martin de Saint-Martin-des-Champs (Yonne)
L’église Saint-Martin' est une église située dans la commune de Saint-Martin-des-Champs, près de Saint-Fargeau, en France.

## Historique
L'édifice est inscrit au titre des monuments historiques en 1926.